# Cynthia eunice
Cynthia eunice är en fjärilsart som beskrevs av Hall 1917. Cynthia eunice ingår i släktet Cynthia och familjen praktfjärilar. Inga underarter finns listade i Catalogue of Life.